# 中国工农红军第三军团
中国工农红军第三军团，简称共產黨红三军团，中国工农红军主力部队之一。
1930年6月，根据中共中央军委命令，红五军和红八军合编成红三军团，总指挥彭德怀、总政治委员滕代远（后杨尚昆代）、参谋长邓萍、政治部主任袁国平，全军1万余人。下辖红五军：军长彭德怀兼任（后邓萍兼任），政治委员滕代远兼任（后张纯清代）；红八军，军长李灿（后何长工代理），政治委员何长工（后邓乾元代理）。不久，红十六军也划归红三军团建制：军长胡一鸣、政治委员李楚屏。

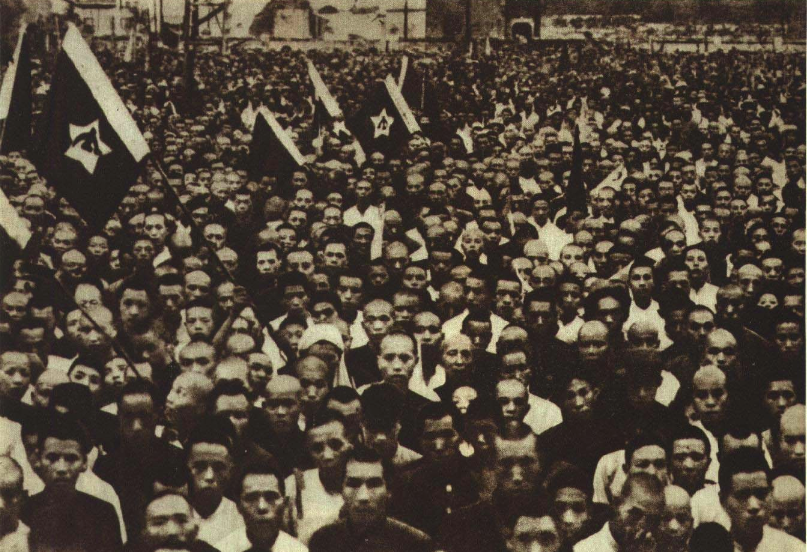
1930年红三军团攻入长沙后工人活動

红三军团组成后，根据李立三控制下的中共中央指示，1930年7月3日，彭德怀率红三军团攻占岳阳，缴获國軍2门75毫米野炮。当时停泊在洞庭湖上的英、美、日等國军舰猛烈炮击共產黨红军，彭德怀下令还击，由唯一精通炮兵技战术的武亭指挥在岸边隐蔽布设了炮阵地，待敌舰逼近后突然猛烈开火，射出炮弹数十发，10发以上命中敌舰，逼迫其撤退，不再抵岸射击。随后红三军团对长沙攻击，于7月27日攻占长沙。又缴获了3门山炮，以此为基础，红三军团在湖南平江成立炮兵团，武亭任团长。不久，由于遭到何键的反攻，红三军团被迫撤出长沙，受到严重损失。8月23日，红三军团与红一军团在湖南浏阳永和市会师，双方自发合编为红一方面军。
1932年3月，根据中共共產黨中央要求，红一方面军撤销，红三军团改辖红五军、红七军和红十四军，6月5日，红十五军回归红三军团。1933年6月，中央红军进行整编，取消了军一级的编制，红三军团下辖第四师、第五师、第六师。第四师：师长张锡龙（后洪超代）、政治委员彭雪枫（后黄克诚代）；第五师师长寻淮洲（后李天佑代）、政治委员乐少华（后为陈阿金、钟赤兵代）；第六师：师长洪超（后彭雪枫代），政治委员陈阿金（后为江华、徐策代）、政治部主任欧阳钦。
1934年1月，中央军委取消了红一方面军的编制，红三军团直属中央指挥，10月10日，红三军团开始参加长征，此时各级主官为：军团长彭德怀、政治委员杨尚昆、参谋长邓萍、政治部主任罗荣桓，下辖三个师：第四师师长洪超（后彭雪枫、张宗逊代）、政治委员黄克诚；第五师师长李天佑、政治委员钟赤兵；第六师师长曹里怀、政治委员徐策。
1935年遵义会议后，红三军团由于损失巨大，取消了师一级的编制，改组为4个团。7月21日，在中央红军和红四方面军会师后，红三军团番号取消，部队归红一军团指挥，编为红一军团第四师。
1937年，原红三军团主力改编为八路军115师343旅686团，李天佑任团长，投入八年抗戰战场。